# Mijuško Bojović
Mijuško Bojović (1988. augusztus 9. –) montenegrói labdarúgó.

## Pályafutása
Profi pályafutását a montenegrói FK Rudar Pljevlja csapatánál kezdte 2006-ban. Négy év alatt negyvenötször lépett pályára és két gólt szerzett. 2011 és 2013 között a belga R. Charleroi SC csapatában ötvenöt mérkőzésen öt gólt szerzett. 2013 és 2015 között a belga Waasland-Beveren csapatában játszott, ahol harmincnégy mérkőzésen két gólt szerzett. 2015 és 2016 között a ciprusi Énoszi Néon Paralimníu csapatában négy mérkőzésen egy gólt ért el.
2016. augusztus 30-án igazolt az NB I-ben újonc Gyirmót csapatához. Huszonkét tétmérkőzésen három gólt szerzett.
2017. június 1-én az élvonalból kieső Gyirmóttól igazolt az Újpesthez. Két szezont játszott a lila-fehér csapatban, ez idő alatt 37 bajnoki mérkőzésen lépett pályára. 2019 nyarán nem hosszabbították meg a lejáróm szerződését, így távozott a klubtól.
2019 júliusában az azeri Keşla FK csapatához írt alá. A 2020-2021-es szezonban kupagyőztes lett a csapattal, a Sumgayit ellen 2–1-re megnyert döntőben előbb öngólt vétett, majd győztes gólt szerzett.

## További információ
- Mijuško Bojović (angol nyelven). worldfootball.net
- Mijuško Bojović (magyar nyelven). hlsz.hu
- Mijuško Bojović (angol nyelven). footballdatabase.eu